# Fundus autofluorescencija
Fundus autofluorescencija (skraćeno FAF) je minimalno invazivna dijagnostička metoda u oftalmologiji koja ukazuje na stanje fotorecptora kompleksa (RPE). Ozbiljna disfunkcija ćelija RPE se registruje kao hiperautofluorescencija (lipofuscin!), a zone atrofije RPE su tamne (nema ćelija RPE, a samim tim i lipofuscina). Metoda, u prvim decenijama 21. veka, stiče veliku popularnost u dijagnostici retinalne patologije.

## Značaj
Zahvaljujući autofluorescenciji danas je moguće videti promene na nivou fotorecptor kompleksa (RPE), koji igra najbitniju ulogu, pre svega kod senilne degeneracije makule i većine makularnih distrofija. 
Kod zdravih ćelija RPE nema signifikantne akumulacije autofluorescentnog materijala (lipofuscina) i još nekih manje značajnih produkata. U slučaju oštećenja RPE, ili njegove disfunkcije, ne vrši se adekvatna fagocitoza spoljašnjih segmenata fotoreceptora što dovodi do nagomilavanja lipofuscina. To se sreće kod
distrofija i degeneracija očnog dna (makule).
Ovom metodom takođe se mogu steći i korisne informacije za dijabetički makularni edem i čitav spektar drugih oboljenja očnog dna.
Ipak najvažnije od svega, kod ove metode je što se ponavljanjem snimanja u određenim intervalima može pratiti tok bolesti, odnosno eventualni odgovor na
primenjene terapijske postupke

### Otkrivanje rane bolesti i fenotipa
Fundus autofluorescencija (FAF snimanje) može omogućiti identifikaciju bolesti retine kada to nije drugačije vidljivo. Metaboličke promene na nivou kompleksa fotoreceptora . RPE-a ne mogu se vizuelizovati putem fundusakopija ili drugim rutinskim tehnikama snimanja kao što je fluoresceinska angiografija u ranim manifestacijama makularne i retinalne distrofije. 
FAF je posebno korisno za istraživanje pacijenata sa nepoznatim gubitkom vida ili pozitivnom porodičnom anamnezom naslednih bolesti retine.U ranoj suvoj makularnoj degeneraciji, promene na nivou RPE mogu postati vidljive u područjima koja izgledaju normalno na funduskopiji, a retikularni pseudodrusen kao poseban fenotip je lako vidljiv na FAF slikama.
Štaviše, FAF može pomoći u dijagnostikovanju naslednih retinalnih poremećaja kao što je Stargardt-ova bolest, vitelliforma makularne i šablonske distrofije, a može se koristiti i za korelaciju sa specifičnim genetskim defektima.

## Opšta razmatranja
Kod ove metode kamera prima autofluorescenciju emitovanu od strane fluorofora retine, ekscitacija lipofuscina se vrši uz pomoć talasne dužine izmeću 470 i 550 nm. Unutar tamne zone FAZ-a usled nakupine pigmenta, cistoidni edem se vidi kao rasvetljenje zbog pomeranja pigmenta.
U praksi se intenzitet fundus autofluorscence opisuje kao oslabljen, normalan i pojačan.
Fundus autofluorescenca je od praktičnog interesa kod pacijenata sa centralnom seroznom horioretinopatijom, gde se često pitamo da li se radi o prvom ataku bolesti ili recidivu. Na snimku prikazana distribucija i stepen oštećenja RPEla, omogućuje predviđanje daljeg toka bolesti i prognozu vidne funkcije, uz dokumentovano praćenje (fundus autofluorescence služi kao dokument).
Samo snimanje je neinvazivno, vremenski kratko i pruža informacije koje nisu dostupne drugim konvencionalnim tehnikama kao što su: fundus fotografija, fluoresceinska angiografija ili OCT. Ona zapravo omogućava vizuelizaciju metaboličkih promena u nivou RPE-la i identifikaciju zona koje su pod rizikom od razvoja patoloških promena.
U oboljenjima retine koja su praćena bilo nagomilavanjem fluorofora, bilo njihovim odsustvom usled odumiranja ćelija RPE-la, fundus autofluorescenca svojom jedinstvenim svojstvom da vidi ono što se ne vidi, locira mesta rane aktivnosti patoloških procesa i zajedno sa drugim dijagnostičkim procedurama pomaže boljem razumevanju patofiziologije retine, olakšava postavljanje rane dijagnoze i procenu progresije retinalnih bolesti. Zato, u svim sličajevima kada postoji neobjašnjiv pad vida, uz regularan oftalmoskopski nalaz fundusa, pacijenta je nabolje uputiti na snimanje fundus autofluorescence, koja je lako izvodljiva, a po njega potpuno bezbedna.

## Postupak
Izvori fluorescencije
Dominantni izvori koji se koriste u FAF su fluorofori kao što je A2-E u granulama lipofuscina koji se akumuliraju u postmitotskom retinalnom pigmentnom epitelu kao nusprodukt nepotpune degradacije spoljn jih segmenata fotoreceptora. Dodatni in-trinsic fluorofori mogu se pojaviti kod bolesti u različitim slojevima mrežnjače ili subneurosenzornom prostoru. 
Manji fluorofori kao što su kolagen i elastin u zidovima horoidnih krvnih sudova mogu postati vidljive u odsustvu ili atrofiji RPE ćelija. Fenomen izbeljivanja i gubitak fotopigmenta mogu rezultovati povećanim FAF smanjenjem apsorpcije ekscitacijske svjetlosti. 
Konačno, patološke promene u unutrašnjoj mrežnjače na centralnoj makuli, gde je signal FAF obično delimično maskiran lutealnim pigmentom (lutein i zeaksantin) mogu rezultiovati očiglednim varijacijama u intenzitetima FAF-a.
Snimanje
Snimanje FAF-a se relativno lako postiže, zahtijeva malo vremena i nije invazivno. FAF signali se emituju preko širokog spektra u rasponu od 500 do 800 nm. Sa konfokalnim optičkim laserskim oftalmoskopom, ekscitacija se obično indukuje u plavom rasponu (lambda = 488 nm), a za detekciju emisije autofluorescentnog signala koristi se emisioni filter između 500 i 700 nm. Pobuda (kada se koristi fundus kamera) obično se radi u zelenom spektru (535 do 580 nm), a emisija je registruje u žuto-narančastom spektru (615 do 715 nm  — prema modifikacijama Ričarda Spajdera). Zbog razlike u spektru pobude i emisije, pored tehničkih razlika između cSLO i fundus kamere, teoretska razmatranja bi značila da sastav detektovanog autofluorescentnog signala može varirati između pojedinih sistema.

## Literatura
- Bergmann, M.; Schütt, F.; Holz, F. G.; Kopitz, J. (2004). „Inhibition of the ATP-driven proton pump in RPE lysosomes by the major lipofuscin fluorophore A2-E may contribute to the pathogenesis of age-related macular degeneration”. FASEB J. 18 (3): 562—564. PMID 14715704. doi:10.1096/fj.03-0289fje ..
- Drexler, W.; Morgner, U.; Ghanta, R. K.; Kärtner, F. X.; Schuman, J. S.; Fujimoto, J. G. (2001). „Ultrahigh-resolution ophthalmic optical coherence tomography”. Nature Medicine. 7 (4): 502—507. PMC 1950821 . PMID 11283681. doi:10.1038/86589..
- Fleckenstein, M.; Charbel Issa, P.; Helb, H. M.; Schmitz-Valckenberg, S.; Finger, R. P.; Scholl, H. P.; Loeffler, K. U.; Holz, F. G. (2008). „High-resolution spectral domain-OCT imaging in geographic atrophy associated with age-related macular degeneration”. Investigative Ophthalmology & Visual Science. 49 (9): 4137—4144. PMID 18487363. doi:10.1167/iovs.08-1967..
- Heimes, B.; Lommatzsch, A.; Zeimer, M.; Gutfleisch, M.; Spital, G.; Bird, A. C.; Pauleikhoff, D. (септембар 2008). „Foveal RPE autofluorescence as a prognostic factor for anti-VEGF therapy in exudative AMD”. Graefe's Arch Clin Exp Ophthalmol. 246 (9): 1229—34. PMID 18509668. doi:10.1007/s00417-008-0854-z.. Epub 2008 May 29.
- Helb HM, Charbel Issa, P, Fleckenstein M, et al. (2008) Clinical evaluation of simultaneous confocal scanning laser ophthalmoscopy imaging combined with high-resolution, spectral-domain optical coherence tomography. Ophthalmologica [accepted for publication 2008].
- Holz, F. G.; Bellman, C; Staudt, S.;  . (2001). „Fundus autofluorescence and development of geographic atrophy in age-related macular degeneration”. Investigative Ophthalmology & Visual Science. 42 (5): 1051—1056. PMID 11274085.
- Holz, F. G.; Bindewald-Wittich, A.; Fleckenstein, M.;  . (2007). „Progression of geographic atrophy and impact of fundus autofluorescence patterns in age-related macular degeneration”. American Journal of Ophthalmology. 143 (3): 463—472. PMID 17239336. doi:10.1016/j.ajo.2006.11.041.
- Keilhauer, C. N.; Delori, F. C. (2006). „Near-infrared autofluorescence imaging of the fundus: Visualization of ocular melanin”. Investigative Ophthalmology & Visual Science. 47 (8): 3556—3564. PMID 16877429. doi:10.1167/iovs.06-0122..
- Radu, R. A.; Han, Y.; Bui, T. V.; Nusinowitz, S.; Bok, D.; Lichter, J.; Widder, K.; Travis, G. H.; Mata, N. L. (2005). „Reductions in serum vitamin a arrest accumulation of toxic retinal fluorophores: A potential therapy for treatment of lipofuscin-based retinal diseases”. Investigative Ophthalmology & Visual Science. 46 (12): 4393—4401. PMID 16303925. doi:10.1167/iovs.05-0820..
- Robson, A. G.; Saihan, Z; Jenkins, S. A.;  . (2006). „Functional characterisation and serial imaging of abnormal fundus autofluorescence in patients with retinitis pigmentosa and normal visual acuity”. Br J Ophthalmol. 90 (4): 472—479. PMC 1856999 . PMID 16547330. doi:10.1136/bjo.2005.082487..
- Robson, A. G.; Michaelides, M.; Saihan, Z.;  . (март 2008). „Functional characteristics of patients with retinal dystrophy that manifest abnormal parafoveal annuli of high density fundus autofluorescence; a review and update”. Doc Ophthalmol. 116 (2): 79—89. PMC 2244701 . PMID 17985165. doi:10.1007/s10633-007-9087-4.. Epub 2007 Nov 6.
- Sawa, M.; Ober, M. D.; Spaide, R. F. (2006). „Autofluorescence and retinal pigment epithelial atrophy after subretinal hemorrhage”. Retina. 26 (1): 119—120. PMID 16395155. doi:10.1097/00006982-200601000-00025..
- Schmitz-Valckenberg S, Jorzik J, Unnebrink K, Holz FG. „Analysis of digital scanning laser ophthalmoscopy fundus autofluorescence images of geographic atrophy in advanced age-related macular degeneration”. Graefe's Arch Clin Exp. 240: 73—78..
- Schmitz-Valckenberg, S.; Bültmann, S.; Dreyhaupt, J.; Bindewald, A.; Holz, F. G.; Rohrschneider, K. (2004). „Fundus autofluorescence and fundus perimetry in the junctional zone of geographic atrophy in patients with age-related macular degeneration”. Investigative Ophthalmology & Visual Science. 45 (12): 4470—4476. PMID 15557456. doi:10.1167/iovs.03-1311..
- Schmitz-Valckenberg S, Bindewald-Wittich A, Dolar-Szczasny J;  . „Correlation between the area of increased autofluorescence surrounding geographic atrophy and disease progression in patients with AMD”. Invest Ophthalmol Vis. 47: —2654..
- Scholl, Hendrik P. N.; Bellmann, Caren; Dandekar, Samantha S.; Bird, Alan C.; Fitzke, Frederick W. (2004). „Photopic and Scotopic Fine Matrix Mapping of Retinal Areas of Increased Fundus Autofluorescence in Patients with Age-Related Maculopathy”. Investigative Ophthalmology & Visual Science. 45 (2): 574—583. PMID 14744901. doi:10.1167/iovs.03-0495.
- Spaide, R. (2008). „Autofluorescence from the outer retina and subretinal space: Hypothesis and review”. Retina. 28 (1): 5—35. PMID 18185134. doi:10.1097/IAE.0b013e318158eca4..
- Vaclavik, V.; Vujosevic, S.; Dandekar, S. S.; Bunce, C.; Peto, T.; Bird, A. C. (фебруар 2008). „Autofluorescence imaging in age-related macular degeneration complicated by choroidal neovascularization: A prospective study”. Ophthal-mology. 115 (2): 342—6. PMID 17599415. doi:10.1016/j.ophtha.2007.04.023.. Epub 2007 Jun 28.
- Weinberger, A. W.; Lappas, A.; Kirschkamp, T.; Mazinani, B. A.; Huth, J. K.; Mohammadi, B.; Walter, P. (2006). „Fundus near infrared fluorescence correlates with fundus near infrared reflectance”. Investigative Ophthalmology & Visual Science. 47 (7): 3098—3108. PMID 16799056. doi:10.1167/iovs.05-1104..
- Wojtkowski, M.; Bajraszewski, T.; Gorczynska, I.;  . (2004). „Ophthalmic imaging by spectral optical coherence tomography”. American Journal of Ophthalmology. 138 (3): 412—419. PMID 15364223. doi:10.1016/j.ajo.2004.04.049..
- Wolf-Schnurrbusch, Ute E. K.; Enzmann, Volker; Brinkmann, Christian K.; Wolf, Sebastian (2008). „Morphologic Changes in Patients with Geographic Atrophy Assessed with a Novel Spectral OCT–SLO Combination”. Investigative Ophthalmology & Visual Science. 49 (7): 3095—3099. PMID 18378583. doi:10.1167/iovs.07-1460..
- Schmitz-Valckenberg S, Fleckenstein M, Scholl HP, Holz FG (2009). „Fundus autofluorescence and progression of age-related macular degeneration”. Surv Ophthalmol. 54 (1): 96—117. PMID 19171212. doi:10.1016/j.survophthal.2008.10.004. Jan-Feb. .

## Spoljašnje veze
|  | Molimo Vas, obratite pažnju na važno upozorenje u vezi sa temama iz oblasti medicine (zdravlja). |